# Ratpenat canyella
El ratpenat canyella (Myotis fortidens) és una espècie de ratpenat de la família dels vespertiliònids pròpia de Guatemala i Mèxic. Viu a les planes.